# Opuntia stenopetala
Opuntia stenopetala är en kaktusväxtart som beskrevs av Georg George Engelmann. Opuntia stenopetala ingår i släktet fikonkaktusar, och familjen kaktusväxter. Inga underarter finns listade i Catalogue of Life.

## Bildgalleri

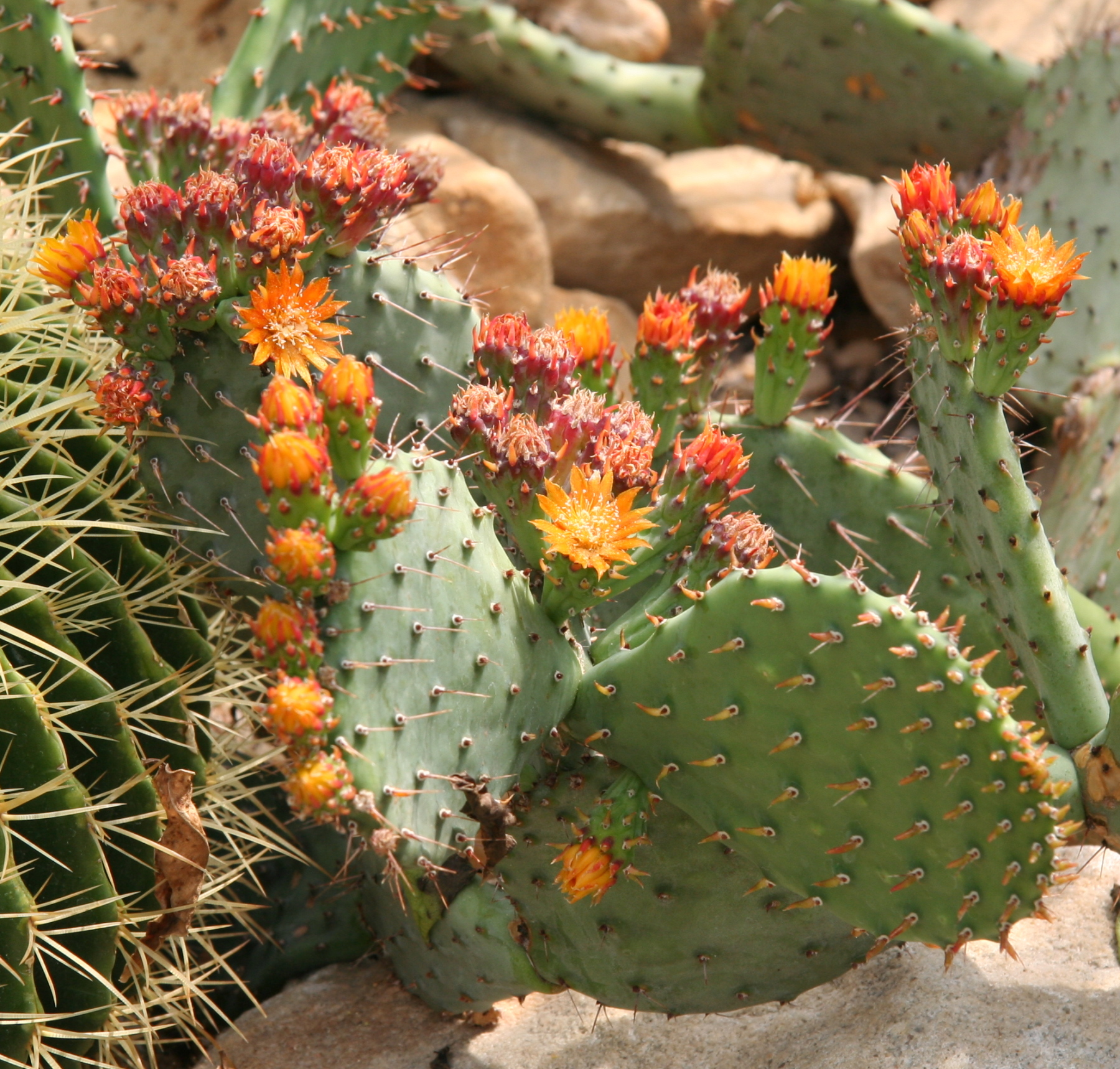
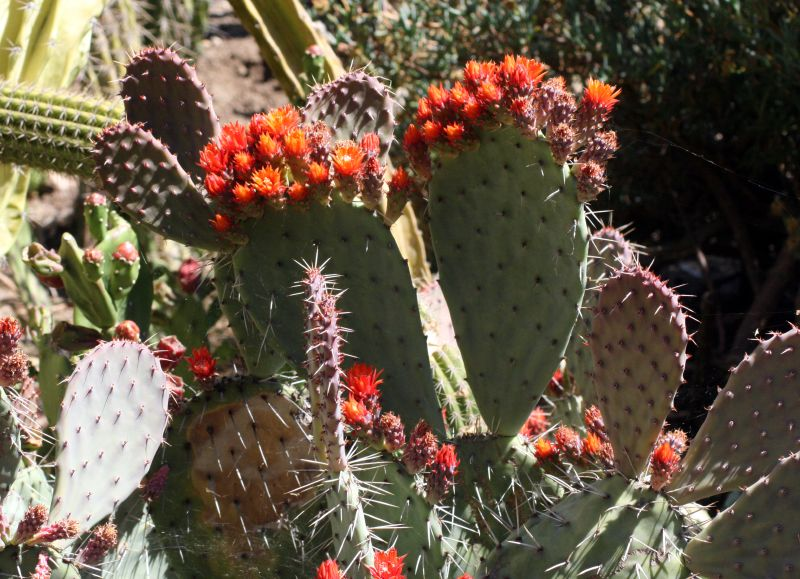
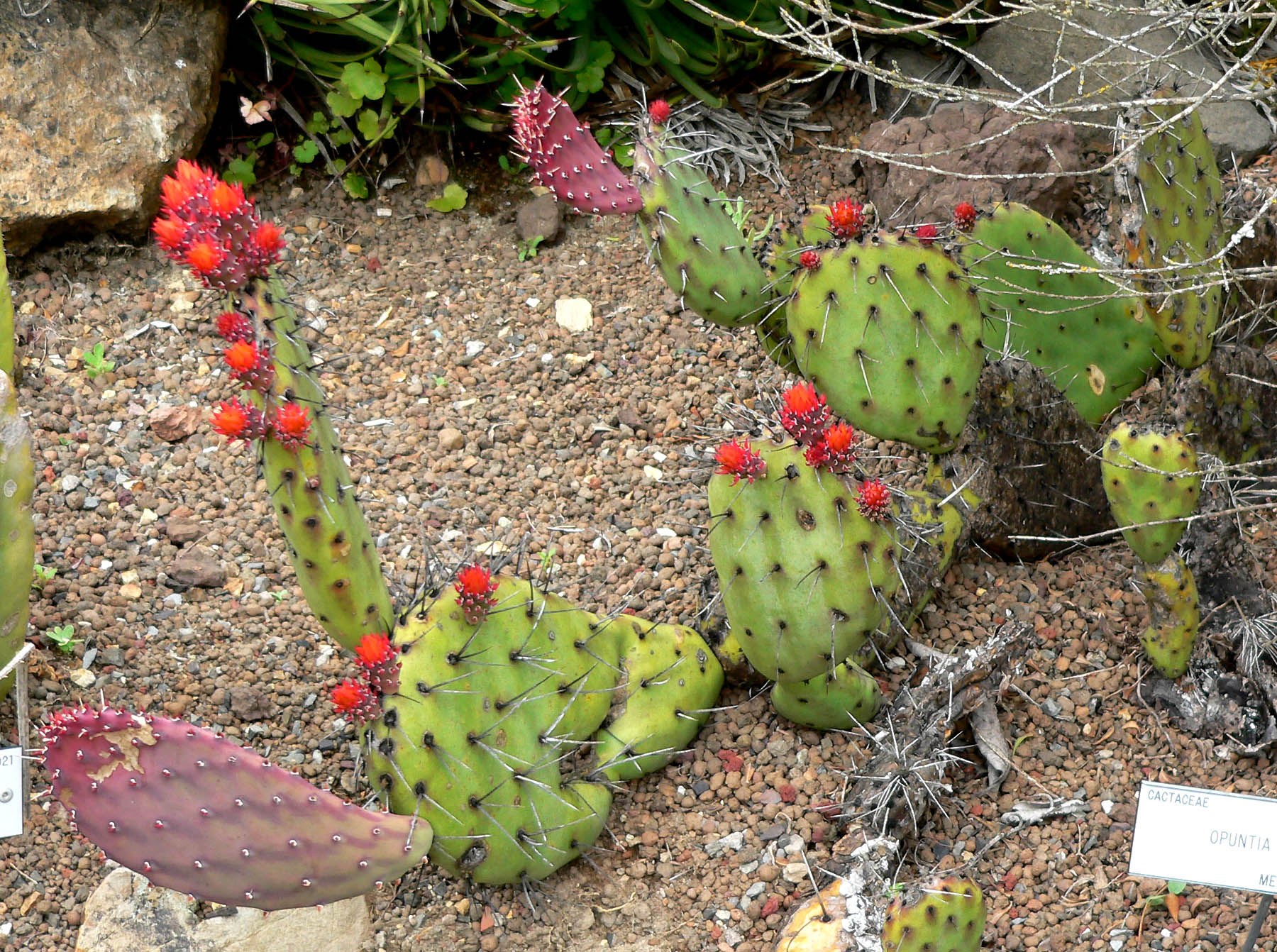
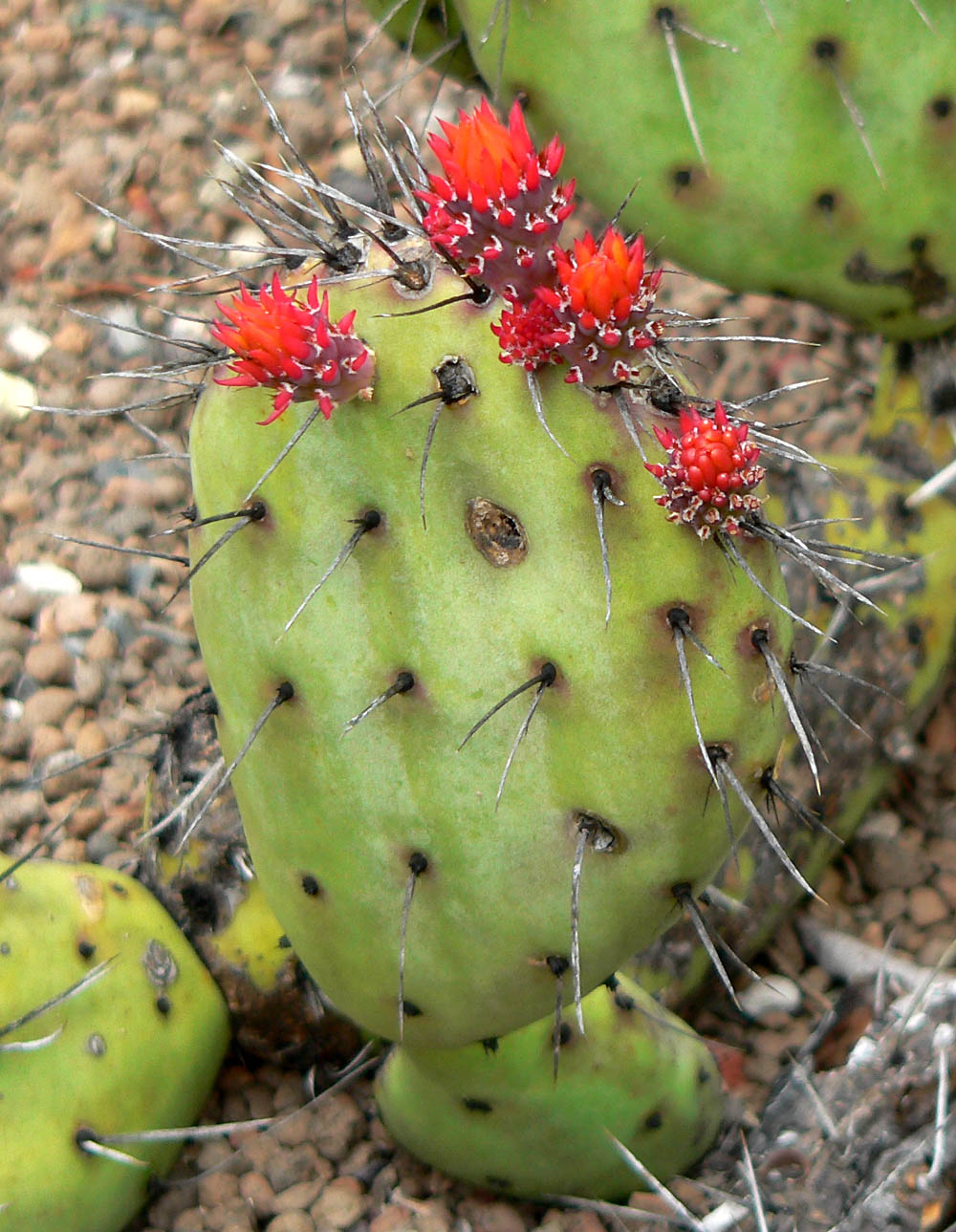
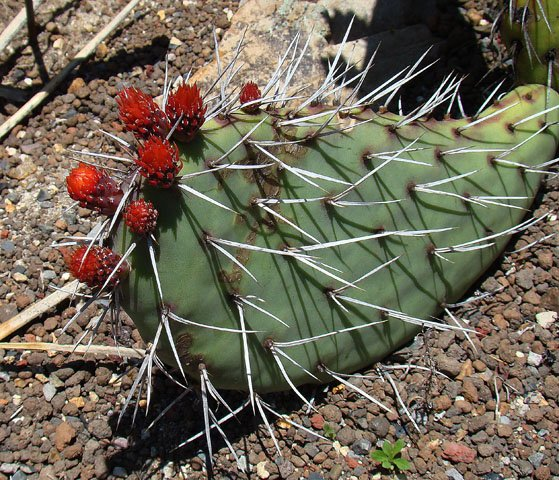